# Francesco Platoni
Francesco Platoni (Viv.1478)
nació en Italia,  Parma,  Borgo Val di Taro. El Marqués Platoni era hijo del fallecido  Graciollo Hena de Platis (Platoni en latín). El marquesado estuvo en su poder en un ambiente hostil y en un clima beligerante por un periodo de al menos 5 años.
Francesco Platoni antes de ser  marqués fue Investido con el título de Conde por el Duque de Milán Galeazo María Sforza con diploma de fecha 24 de septiembre de 1473.
Fueron los descendientes de los antiguos señores de Torresana -así llamada antiguamente la actual ciudad de Borgo Val di Taro-  quienes solicitaron a las autoridades y al  Duque Galeazo María Sforza,  conferir a Francesco Platoni el marquesado argumentando que los Platoni  debían recuperar estos antiguos derechos soberanos que habían ejercido sus antepasados en diversas oportunidades por cientos de años.
El 27 de septiembre de 1473, el Duque de Milán manifestó su voluntad devolviendo el marquesado mediante carta al podestà y consejeros de Borgo Val di Taro, disponiendo su restitución con todas sus fortalezas, castillos, villas y feudos. Esta era la única manera de conferir este derecho soberano puesto que el propio Galeazo indicó que no entregaría a nadie este beneficio si no era a través del consejo.
El Duque aceptó a Francesco con gran conformidad, dado era su  objetivo aumentar el poder de la Casa de Platoni, puesto existía una constante rivalidad entre las principales familias nobles por el poderío local. Con esta designación intentó zanjar conflictos y rivalidades  que causaban tensión en el ducado.  Es así que se concreta la voluntad  de Galeazo: "el Marqués Platoni debe recuperar de nostrae potestatis plenitudine  (en plenitud de  nuestra potestad soberana) junto con el título de  Marqués del Borgo Torresano, antiguo nombre de Borgo Val di Taro". Fue así como Francesco Platoni  ocupó el castillo de Borgo Val di Taro con el apoyo del Duque de Milán Galeazo María Sforza.

## Guerra Civil en Borgo Val di Taro
No obstante, la familia Costerbosa quería para sí los mismos derechos de Platoni, tan pronto se recibió la misiva del Duque, la familia  Costerbosa protestó ante el Consejo. Si bien en el pasado ambas casas mantuvieron la unión, los Costerbosa no querían someterse nuevamente a sus ancestros directos,  los Platoni.
Rápidamente se marcan dos fracciones predominantes: Costerbosa y Platoni, dos bandos que ahora eran rivales y cada uno de ellos sumaron adeptos entre las diferentes y principales familias. La fracción Costerbosa integrada por Tomaso di Zapodio, Leonardo di Valdisturla y otros cinco Costerbosa  tomaron sus dagas y espadadas y asesinaron en pleno Consejo a cinco de los predominantes y principales Platoni. Así fue que comenzó  una de las más horribles y sangrientas ofensivas vividas en  Borgo Val di Taro.
Solo en 1475 después de largos años de guerra se logra la paz entre ambas casas acordada en la Iglesia de San Antonio (Borgo Val di Taro)  en presencia de los principales autoridades eclesiásticas.